# Globalization (álbum)
Globalization (Globalización en inglés) es el octavo álbum de estudio grabado por el rapero cubano Pitbull. Fue lanzado el 20 de octubre de 2013.

## Recepción comercial
El álbum debutó en la posición número 18 en Billboard 200, y número 3 en Rap Albums, vendiendo 38,000 copias en la primera semana (49,000 en la plataforma de Itunes, incluyendo la edición especial). El álbum ha vendido 133,000 copias en los Estados Unidos en junio de 2015.   El álbum debutó en la posición número 16 en Canadian Albums chart.

## Lista de canciones
| N.º | Título                                                       | Escritor(es) | Producer(s)                           | Duración |  |
| 1.  | «Ah Leke» (con Sean Paul)                                    | Armando C. Pérez Sean Henriques Breyan Isaac Jacob Luttrell Jeremy Coleman Alex Junior Paolo Silva Allan Silva                    | JMIKE                                 | 3:04     |  |
| 2.  | «Fun» (con Chris Brown)                                      | Pérez Jason Evigan Clarence Coffee, Jr. Marcus Lomax Jordan Johnson Stefan Johnson Alexander Izquierdo Chris Brown Al Burna       | The Monsters and the Strangerz Evigan | 3:22     |  |
| 3.  | «Fireball» (con John Ryan)                                   | Pérez John Ryan Andreas Schuller Eric Frederic Joe Spargur Tom Peyton Ilsey Juber                                                 | Ricky Reed Axident Ryan Joe London    | 3:56     |  |
| 4.  | «Time of Our Lives» (con Ne-Yo)                              | Pérez Lukasz Gottwald Henry Walter Shaffer Smith Stephan Taft                                                                     | Dr. Luke Cirkut Lifted                | 3:49     |  |
| 5.  | «Celebrate»                                                  | Pérez Justin Franks Isaac Charlie Puth Andrew Cedar Ben Maddahi Dino Fekaris Nick Zesses                                          | DJ Frank E Cedar                      | 3:12     |  |
| 6.  | «Sexy Beaches» (con Chloe Angelides)                         | Pérez Rebecca Shoichet Gottwald Walter Theron Thomas Timothy Thomas Michael "Freakin" Everett Chloe Angelides Al Burna Springette | Dr. Luke Cirkut                       | 3:57     |  |
| 7.  | «Day Drinking» (con Heymous Molly)                           | Pérez Ryan Schuller Frederic Spargur                                                                                              | Reed Axident Ryan London              | 3:08     |  |
| 8.  | «Drive You Crazy» (con Jason Derulo y Juicy J)               | Pérez Gottwald Walter Jordan Houston Djibril "Gibson" Kagni Jordan "TrackStorm" Houyez Thomas Thomas                              | Dr. Luke Cirkut                       | 3:50     |  |
| 9.  | «Wild Wild Love» (don G.R.L.)                                | Pérez Gottwald Everett Max Martin Ammar Malik Alexander Vásquez Walter                                                            | Dr. Luke Max Martin Cirkut A.C.       | 3:23     |  |
| 10. | «This Is Not a Drill» (con Bebe Rexha)                       | Jeremy Dussolliet Tim Sommers Pérez Bebe Rexha                                                                                    | Sommers                               | 3:25     |  |
| 11. | «We Are One (Ole Ola)» (con Jennifer Lopez y Claudia Leitte) | Pérez Thomas Troelsen Jennifer Lopez Claudia Leitte Daniel Murcia Sia Furler Nadir Khayat Gottwald Walter                         | RedOne Dr. Luke Cirkut Troelsen       | 3:42     |  |

## Lista de posiciones
| Lista (2014 - 2015)                 | Mejor posición |
| ----------------------------------- | -------------- |
| Australia (ARIA)                    | 60             |
| Bélgica (Ultratop Flandes)          | 110            |
| Bélgica (Ultratop Valonia)          | 148            |
| Canadá (Canadian Albums Chart)      | 15             |
| Dinamarca (Hitlisten)               | 25             |
| España (Promusicae)                 | 90             |
| Estados Unidos (Billboard 200)      | 18             |
| Finlandia (Suomen virallinen lista) | 14             |
| Noruega (VG‑lista)                  | 15             |
| Suecia (Sverigetopplistan)          | 10             |
| Suiza (Schweizer Hitparade)         | 34             |

## Certificaciones
| País   | Organismo certificador | Certificación | Ventas certificadas | Ref.   |
| ------ | ---------------------- | ------------- | ------------------- | ------ |
| México | AMPROFON               | Oro           | 30,000              | [ 17 ] |